# Pan viejo

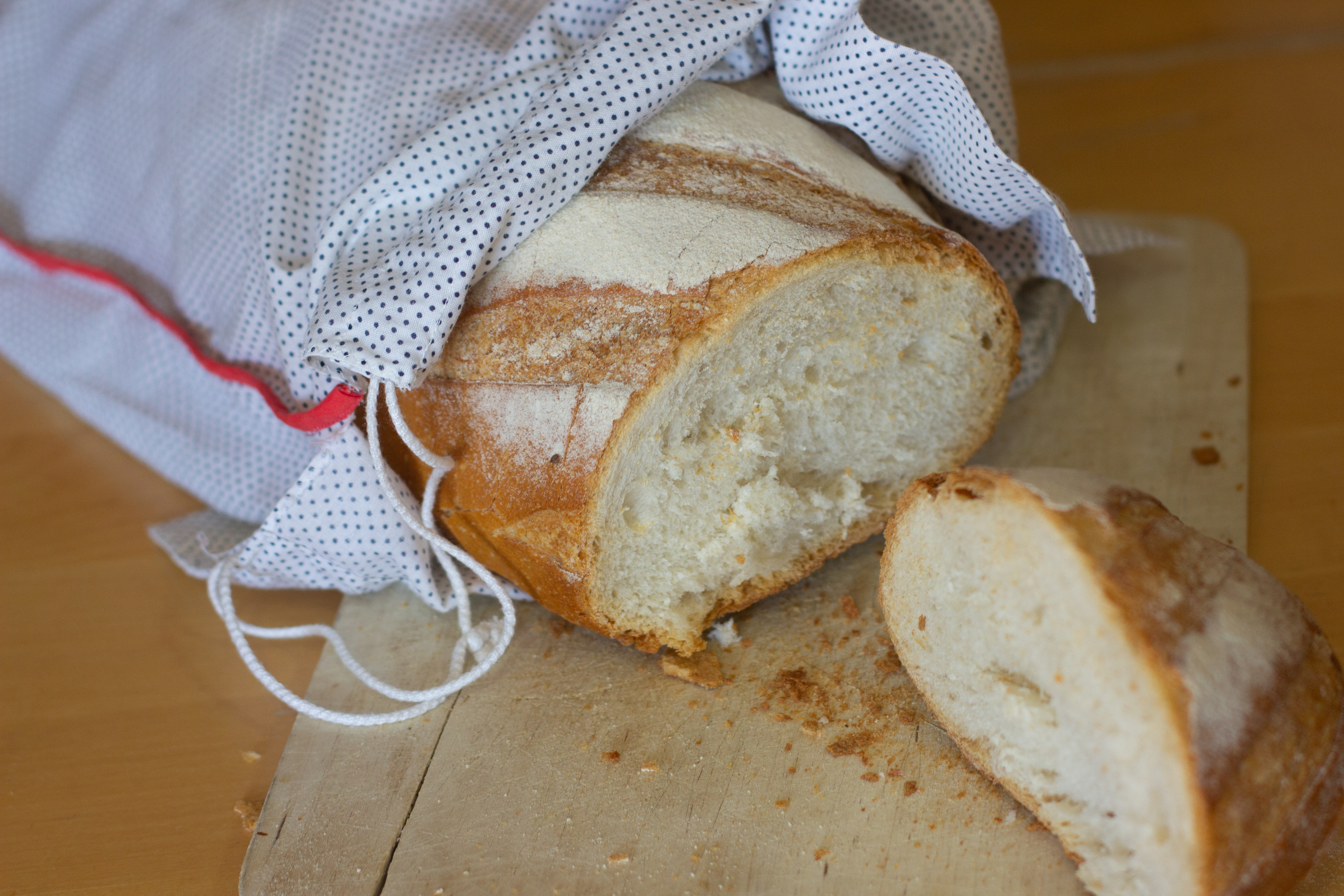
Pan conservado en una talega

El pan de víspera, pan sentado, duro, asentado o viejo es cualquier pan conservado a temperatura ambiente durante uno o más días iniciando su proceso de envejecimiento, cuyos efectos son perceptibles en un sabor menos intenso, pérdida del aroma, una textura más seca y dura de la miga, mientras que la corteza pierde el factor crujiente. La forma común de evitar el endurecimiento es la completa congelación del producto.

## Proceso químico
El envejecimiento del pan no es simplemente un proceso de desecación por evaporación. Además, se produce un traspaso de la humedad del almidón a los espacios intersticiales, lo que desgelatiniza el almidón (retrogradación del almidón). Las moléculas de amilosa y amilopectina del almidón se realinean provocando la recristalización. Esto da como resultado la textura correosa o rancia, más dura, del pan sentado.
El pan se pondrá rancio incluso si el ambiente es húmedo. El proceso se previene congelándolo, aunque envejecerá más rápidamente a temperaturas justo por encima del punto de congelación.

## Medidas para evitar el envejecimiento
- Se puede conseguir que un pan sentado gane de nuevo su frescura, aunque por un breve periodo de tiempo, calentándolo a 60 °C en un horno por unos minutos.[1]
- El pan, especialmente si es de buena calidad y recién hecho, se puede congelar sin que cambien sus propiedades organolépticas,[4][5] siempre metido en bolsas de congelación herméticas. El proceso de descongelación se puede combinar con el punto anterior o bien con ayuda de una tostadora.
- Se puede agregar productos químicos que retrasan el proceso, como gluten de trigo, enzimas y glicerolípidos, principalmente monoglicéridos y diglicéridos.[1]

## Uso culinario
Lejos de tirarse, el pan sentado se ha utilizado desde tiempos ancestrales como ingrediente de muchos platos de cocina. Se usa para «alargar» rellenos, pasteles de carne o albóndigas, para espesar caldos y sopas, o para ligar salsas como la picada catalana. Algunos platos con pan viejo son:
- Acquacotta.
- Açorda à alentejana.
- Croquetas de pan.[7]
- Fattet hummus
- Fattush
- Los diferentes tipos de gazpachos, fríos o calientes, como el gazpacho manchego, el gazpacho andaluz o la porra.
- Las migas y todas sus variantes.
- Panada.
- Ribollita.
- Skordalia.
- Sopa de ajo.
- Sopa de cerveza.
- Sopa de manteca.
- Sopa de menta.
- Sopa de tomillo.
- Sopas canas.
- Sopas mallorquinas.
- Puddings (budines).
- Torrijas.